# گئویئو-دونگ
گئویئو-دونگ (به لاتین: Geoyeo-dong) یک منطقهٔ مسکونی در کره جنوبی است.